# Mirni (Stàvropol)
Mirni - Мирный (rus) - és un possiólok del krai de Stàvropol, a Rússia, que en el cens del 2010 tenia 1.862 habitants. Pertany al districte rural de Kurskaia.